# Gryne dimorpha
Gryne dimorpha is een hooiwagen uit de familie Cosmetidae.